# 上白
上白（シァン・パイ、Shàng Bái、1990年5月3日 - ）は、中国江蘇省揚州市出身の俳優。原名は趙駿（チョウ・チュン、Zhào Jùn）。身長は181.5cm、血液型はB型。映画やテレビドラマへの出演を中心に活動。

## 来歴
高校時代より、ダンシングやステージ表現等の様々な経験を積み、芸術の道を志すようになったという。2012年中国の国立大学である南京芸術学院表演系を卒業。以後数多くの映画やテレビドラマやMCに出演。2015年テレビドラマ『彭徳懐元帥』に毛岸英役で出演。2016年に初主演映画『旧人』は、2017ロッテルダム国際映画祭で上映。2017年には、webドラマ『决对争锋』に顧青裴（グー・チンペイ）役での出演をきっかけに広く知られるようになった。

## 出演

### 映画
- 樹殺（2013年）
- 顧景舟（2016年）
- 夜·花火（2016年）
- 旧人（2016年）
- 你在哪（2016年）
- 苗山花（2016年）

### テレビドラマ
- 劇場（2013年）
- 布袋和尚新傳（2013年）
- 彭徳懐元帥（2015年）
- 决对争锋（2017年）